# أنشطة خارج المنهج

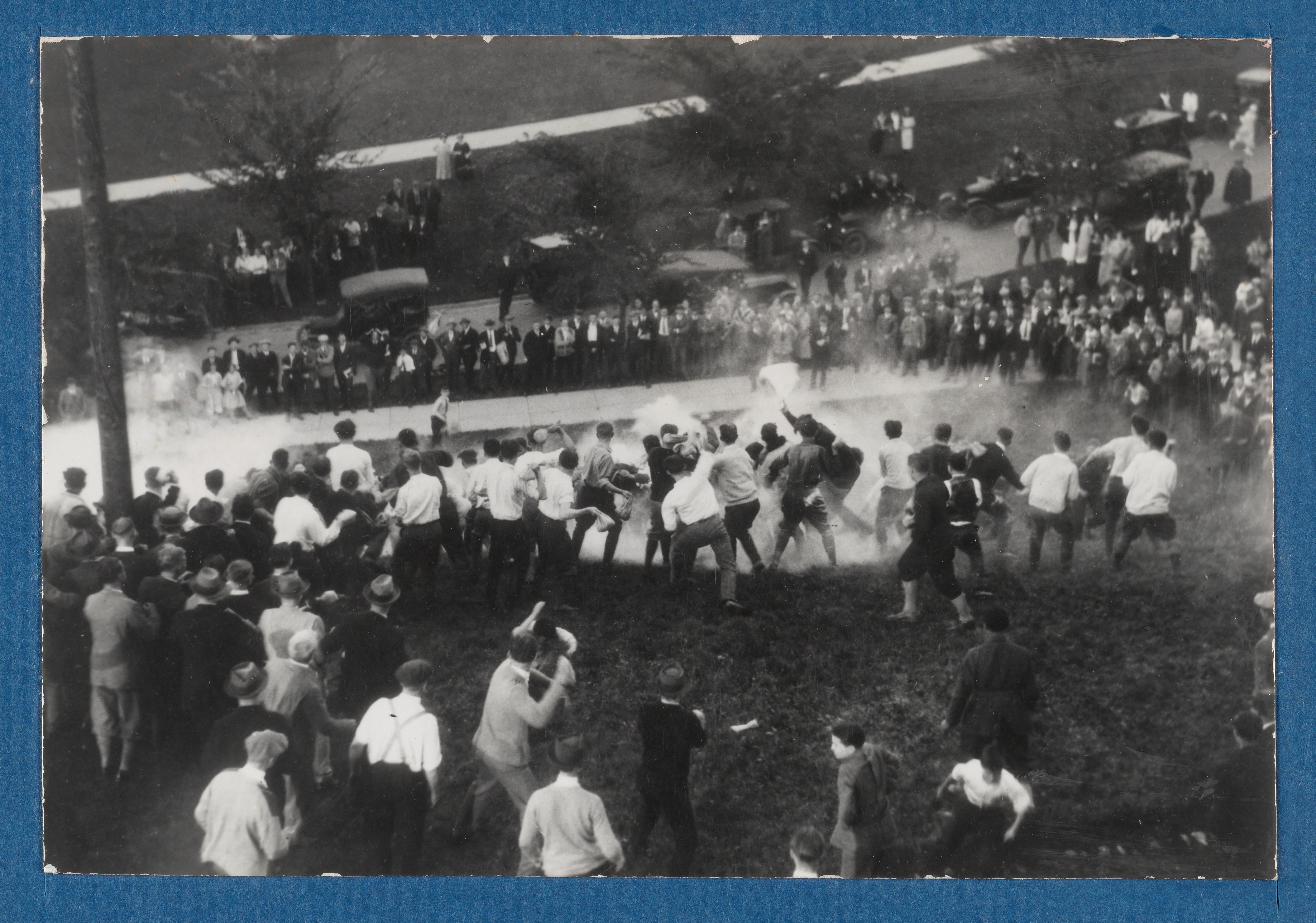
فصل 1926 وفصل 1927. مجموعة صور جامعة سيراكيوز، أرشيفات الجامعة

أنشطة خارج المنهج (بالإنجليزية:  Extracurricular Activity)‏ أو النشاط الأكاديمي الإضافي (بالإنجليزية: Extra Academic Activity)‏ هي تلك الأنشطة التي تقع خارج نطاق المناهج العادية للتعليم المدرسي أو الجامعي، التي يؤديها الطلاب. الأنشطة الأكاديمي الاضافية متوفرة لجميع الطلاب. وعموما، فإن الأنشطة التطوعية ليست دائما أنشطة خارج المنهج.
هذه الأنشطة تكون طوعية (بدلا من إلزامية) بشكل عام، واجتماعية، وخيرية، وغالبا ما تشمل الآخرين من نفس السن. ويكون كلا من الطلاب والتوجيهات المتعلقة بتلك الأنشطة تحت رعاية أعضاء هيئة التدريس، على الرغم من أن المبادرات التي يقودها الطلاب، مثل الصحف المستقلة، تعتبر شائعة جدا أيضا.